# Коту Лунг (Браила)
Коту Лунг (рум. Cotu Lung) насеље је у Румунији у округу Браила у општини Силиштеа. Oпштина се налази на надморској висини од 6 m.

## Становништво
Према подацима из 2002. године у насељу је живело 274 становника, од којих су сви румунске националности.